# Vohilava (Manakara)
Vohilava est une commune rurale malgache située dans la région de Fitovinany.